# NGC 6554
NGC 6554 – grupa gwiazd znajdująca się w gwiazdozbiorze Strzelca, być może gromada otwarta, choć nie jest to pewne. Odkrył ją John Herschel 14 lipca 1830 roku. Znajduje się w odległości ok. 5,8 tys. lat świetlnych od Słońca.